# Goblin
Goblins são criaturas geralmente verdes que se assemelham a duendes. São seres mitológicos que fazem parte do folclore nórdico, nas lendas eles vivem fazendo brincadeiras de mau gosto. São semelhantes aos trasgos e tardos do folclore português.
Desde 2018, a tradução brasileira dos livros de J.R.R. Tolkien (autor de O Senhor dos Anéis), publicada pela HarperCollins Brasil, passou a utilizar a grafia gobelim (pl. gobelins), seguindo as sugestões do próprio autor para as futuras traduções de seus livros, conforme dadas em Guide to the Names in The Lord of the Rings ["Guia para os Nomes em O Senhor dos Anéis"], em especial a de que algumas palavras específicas (incluindo Goblin) deveriam ser transcritas foneticamente na língua de destino.

## Etimologia
No início do século XIV, Goblin podia significar algo como "um demônio, um íncubo ou uma fada feia e malvada". A palavra teve origem no francês antigo gobelin, que evoluiu do latim medieval Gobelinus (o nome de um espírito que assombrava a região de Évreux, em uma crônica de Orderico Vital), de origem desconhecida.
O termo também parece estar relacionado ao alemão kobold (cobalto) ou ao latim medieval cabalus, que evoluiu do grego kobalos ("enganador", "desonesto"). Outra sugestão é a de que goblin seja uma forma diminutiva do nome pessoal Gobel.

## Histórico

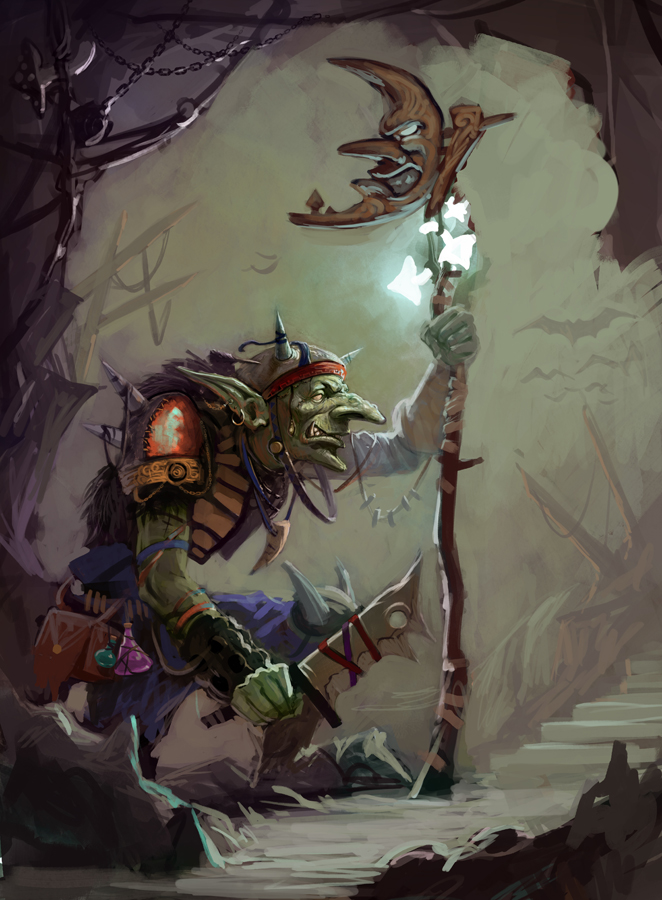
Warhammer Goblin
(ilustração : Armandeo64).

Os goblins são normalmente associados ao mal. Diz-se que são feios e assustadores, fazem feitiçarias, estragam a comida e travam guerras contra os gnomos. Os RPGs normalmente incluem goblins em sua galeria de seres.
Em algumas mitologias os goblins possuem grande força. Normalmente por serem seres de pouca inteligência e hábitos selvagens, moram em cavernas ou pequenas cabanas construídas com paus e peles de animais. Sua grande capacidade de sobrevivência os faz seres presentes em quase qualquer ambiente, sendo possível serem encontrados em montanhas, pântanos, desertos, pedreiras, florestas ou cidades.
Vivem em bando, com uma comunidade precária semelhante a uma sociedade de homens primitivos. Dentre seus armamentos se encontra a clava, o machado de pedra, a zarabatana, além de pequenas lanças e pedras.
Eles pertencem ao grupo dos goblinóides dividindo-se em goblins, hobgoblins (parecidos aos goblins, porém maiores - de 1,40 m até a altura de um ser humano normal - e mais evoluídos) e os bugbears (maiores que um ser humano normal, muito mais fortes que os goblins e com a habilidade de se transformarem em ursos).
Na Finn Family Moomintroll, terceiro livro da série de Moomin de livros infantis de Tove Jansson, o Hobgoblin é uma estranha criatura mágica; até mesmo o seu chapéu, quando encontrado por outras criaturas, pode trabalhar todos os estranhos tipos de magia por si só. Embora ligeiramente assustador para aqueles que não o conhecem, o Hobgoblin é, de fato, uma criatura solitária e sensível, que pode conceder os desejos dos outros, mas não o seu próprio - a menos que alguém especificamente lhe peça por algo que ele quer e, em seguida, lhe dê aquilo que ele próprio criou.
No legendário de J.R.R. Tolkien, gobelins (goblins) é tido tão somente como a "tradução" de Orques (orcs), embora sua exata origem nunca tenha sido estabelecida pelo autor. Ao que parece, em suas obras Gobelim estaria relacionado ao inglês moderno (que, no texto original, representa o Westron, a Fala Comum), enquanto Orques, ao inglês antigo (que, no texto original, representa a língua falada pelos Rohirrim, de nome desconhecido).
O termo em si era mais utilizado nas primeiras versões de seu legendário (e.g., O Hobbit), sendo que, em outros livros, o autor se utiliza quase que exclusivamente de Orques (e.g., O Senhor dos Anéis, O Silmarillion), sendo Gobelim relegado apenas a, por exemplo, traduções de nomes élficos (e.g., Orcrist, "Goblin-cleaver" ["Corta-gobelim"]). Posteriormente, o autor passou a demonstrar preferência pela grafia Ork.
Em O Hobbit, Hobgoblins são uma ameaça, maior e mais forte forma de Goblins. Tolkien comentou mais tarde, numa carta, que através de mais estudos de folclore posteriormente ele tinha apreendido que "a afirmação de que hobgoblins seriam" uma espécie maior (de Goblins), é o inverso do original da verdade." Tolkien então rebatizou-os de Uruks ou Uruk-hai, numa tentativa de corrigir seu erro.
Também em O Hobbit, Tolkien coloca o Bugbear Beorn como uma classe diversa dos Goblins (Orcs) e Hobgoblins (Uruk-hai), consistindo, inclusive, em um dos seres que ajudam Bilbo, Gandalf e Thorin Escudo de Carvalho.
Existem também goblins no jogo Magic: The Gathering. Geralmente são da cor vermelha que é a cor da fúria e da emoção. São fracos e não muito inteligentes. Normalmente sabem apenas bater e morrer. Porem geralmente em grupos são fortes e rápidos, e sem piedade. No jogo também recebem o nome de mogg (eles são amarelos as vezes).

## Cultura Popular
- Os Goblins aparecem em várias ocasiões nos livros da série de literatura infanto-juvenil da autora britânica J. K. Rowling, Harry Potter. Nos livros da série (em que eles são chamados, na tradução para o português tanto de Portugal como do Brasil de "Duendes"), os goblins são descritos como criaturas de médio porte, de aparência humanoide, atarracadas e com longos narizes e orelhas. Extremamente inteligentes, de grande poder e sabedoria, ainda que não sejam inteiramente confiáveis. São ambiciosos, e dão muito valor à riquezas, como ouro e joias. Raramente demonstram confiança por outros seres. Na série, são os goblins, visto suas habilidades de organização e administração, os guardiões de Gringotes, o banco dos bruxos, onde estes depositam e guardam seu ouro e demais preciosidades.
- Goblins são servos de Mulgarath na série de livros As Crônicas de Spiderwick onde são retratados como sapos grotescos com pequenos chifres e caudas que nascem sem dentes e com comportamento caótico.
- Artemis Fowl descreve como duendes entidades reptilianas com olhos sem pálpebras, línguas bifurcadas, e escamosa da pele. Os duendes da série são estúpidos e têm uma capacidade de evocar bolas de fogo.

- Em World of Warcraft, originalmente escravos dos trolls da selva da Ilha de Kezan, os goblins foram forçados a minerar jakamita das entranhas vulcânicas do Monte Jakaro. Os trolls usaram este potente minério para seus rituais de vodu, mas o mesmo causou um efeito inesperado nos escravos que estavam em constante contato as pepitas: a jakamita desenvolveu uma surpreendente inteligência na raça goblin.[7]
- A recente série de mangá "Goblin Slayer" trouxe um contexto muito mais sério e detestável a essas criaturas. Estes seguem normalmente o conceito original das criaturas dessa mitologia, porém são capazes de realizar estupros e são muito mais violentos e selvagens.